# أرتوراس كارنيشوفاس
أرتوراس كارنيشوفاس (بالليتوانية: Artūras Karnišovas)‏ مواليد 27 أبريل 1971 في كلايبيدا، الجمهورية الليتوانية السوفيتية الاشتراكية، هو لاعب كرة سلة ليتواني معتزل. بدأ مسيرته الاحترافية في سنة 1987. لعب مع فريق دنفر ناغتس في الرابطة الوطنية لكرة السلة. مثّل منتخب بلاده. شارك في دورة الألعاب الأولمبية الصيفية سنة 1992. حقق المركز الثاني في بطولة أمم أوروبا لكرة السلة 1995. اعتزل اللعب في 2002.

## المسيرة الاحترافية
لعب مع شوليه باسكت في الدوري الفرنسي في موسم 1994–1995، ثم لعب مع نادي أولمبياكوس لكرة السلة في موسم 1997–1998، ثم لعب مع نادي برشلونة من سنة 2000 إلى 2002.

## الميداليات
| الميدالية | المسابقة                         |
| --------- | -------------------------------- |
| برونزية   | الألعاب الأولمبية الصيفية 1992   |
| برونزية   | الألعاب الأولمبية الصيفية 1996   |
| فضية      | بطولة أمم أوروبا لكرة السلة 1995 |

## روابط خارجية
- أرتوراس كارنيشوفاس على موقع الاتحاد الدولي لكرة السلة (الإنجليزية)
- أرتوراس كارنيشوفاس على موقع الدوري الأوروبي لكرة السلة (الإنجليزية)
- أرتوراس كارنيشوفاس على موقع الدوري الإسباني لكرة السلة (الإسبانية)
- أرتوراس كارنيشوفاس على موقع كرة السلة الأوروبية.كوم (الإنجليزية)
- أرتوراس كارنيشوفاس على موقع DraftExpress.com (الإنجليزية)
- أرتوراس كارنيشوفاس على موقع ريلجم (الإنجليزية)
- أرتوراس كارنيشوفاس على موقع بروبوليرز (الإنجليزية)
- أرتوراس كارنيشوفاس على موقع سبورتس رفرنس (الإنجليزية)
- أرتوراس كارنيشوفاس على موقع اللجنة الأولمبية الدولية (الإنجليزية)
- أرتوراس كارنيشوفاس على موقع أوليمبيديا (الإنجليزية)